# 小行星4139
小行星4139（英語：4139 Ulʹyanin）是一颗围绕太阳公转的小行星。1975年11月2日，塔瑪拉·米哈伊洛夫那·斯米爾諾娃在克里米亚发现了此天体。
这颗小行星的绝对星等为181.51768等。